# Lista di asteroidi (799001-800000)
Di seguito una lista di asteroidi dal numero 799001  al 800000 con data di scoperta e scopritore.

## 799001–799100
| Nome   | Designazione provvisoria | Data di scoperta  | Scopritore                   |
| ------ | ------------------------ | ----------------- | ---------------------------- |
| 799001 | 2013 BX96                | 17 gennaio 2013   | Spacewatch                   |
| 799002 | 2013 BZ96                | 17 gennaio 2013   | Pan-STARRS                   |
| 799003 | 2013 BB97                | 22 gennaio 2013   | Mount Lemmon Survey          |
| 799004 | 2013 BH98                | 16 gennaio 2013   | Mount Lemmon Survey          |
| 799005 | 2013 BQ99                | 20 marzo 2002     | Kitt Peak Obs.               |
| 799006 | 2013 BR99                | 22 gennaio 2013   | Mount Lemmon Survey          |
| 799007 | 2013 BU99                | 20 gennaio 2013   | Spacewatch                   |
| 799008 | 2013 BN100               | 17 gennaio 2013   | Spacewatch                   |
| 799009 | 2013 BO100               | 17 gennaio 2013   | Pan-STARRS                   |
| 799010 | 2013 BM101               | 17 gennaio 2013   | Pan-STARRS                   |
| 799011 | 2013 BA104               | 17 gennaio 2013   | Pan-STARRS                   |
| 799012 | 2013 BM104               | 18 gennaio 2013   | Pan-STARRS                   |
| 799013 | 2013 BZ104               | 16 gennaio 2013   | Pan-STARRS                   |
| 799014 | 2013 BD105               | 17 gennaio 2013   | Spacewatch                   |
| 799015 | 2013 BN105               | 17 gennaio 2013   | Pan-STARRS                   |
| 799016 | 2013 BW105               | 16 gennaio 2013   | Pan-STARRS                   |
| 799017 | 2013 BF107               | 22 gennaio 2013   | Spacewatch                   |
| 799018 | 2013 BG107               | 17 gennaio 2013   | Pan-STARRS                   |
| 799019 | 2013 BQ107               | 17 gennaio 2013   | Pan-STARRS                   |
| 799020 | 2013 BP108               | 18 gennaio 2013   | Mount Lemmon Survey          |
| 799021 | 2013 BR108               | 17 gennaio 2013   | Mount Lemmon Survey          |
| 799022 | 2013 BF109               | 17 gennaio 2013   | Pan-STARRS                   |
| 799023 | 2013 BL109               | 21 gennaio 2013   | Pan-STARRS                   |
| 799024 | 2013 BQ109               | 18 gennaio 2013   | Mount Lemmon Survey          |
| 799025 | 2013 BD111               | 16 gennaio 2013   | Pan-STARRS                   |
| 799026 | 2013 BF111               | 20 gennaio 2013   | Spacewatch                   |
| 799027 | 2013 BG111               | 17 gennaio 2013   | Pan-STARRS                   |
| 799028 | 2013 CX7                 | 10 gennaio 2013   | Spacewatch                   |
| 799029 | 2013 CQ8                 | 10 gennaio 2013   | Spacewatch                   |
| 799030 | 2013 CZ8                 | 10 gennaio 2013   | Pan-STARRS                   |
| 799031 | 2013 CK11                | 19 gennaio 2013   | Spacewatch                   |
| 799032 | 2013 CN13                | 1 febbraio 2013   | Spacewatch                   |
| 799033 | 2013 CJ20                | 3 febbraio 2013   | Pan-STARRS                   |
| 799034 | 2013 CJ21                | 3 febbraio 2013   | Pan-STARRS                   |
| 799035 | 2013 CU24                | 3 febbraio 2013   | Pan-STARRS                   |
| 799036 | 2013 CZ24                | 3 febbraio 2013   | Pan-STARRS                   |
| 799037 | 2013 CC28                | 10 gennaio 2013   | Pan-STARRS                   |
| 799038 | 2013 CF33                | 1 febbraio 2013   | Spacewatch                   |
| 799039 | 2013 CB38                | 22 gennaio 2013   | Spacewatch                   |
| 799040 | 2013 CP41                | 3 febbraio 2013   | Pan-STARRS                   |
| 799041 | 2013 CT41                | 3 febbraio 2013   | Pan-STARRS                   |
| 799042 | 2013 CU41                | 3 febbraio 2013   | Pan-STARRS                   |
| 799043 | 2013 CP63                | 7 febbraio 2013   | M. Schwartz, P. R. Holvorcem |
| 799044 | 2013 CS63                | 8 febbraio 2013   | Pan-STARRS                   |
| 799045 | 2013 CM64                | 20 gennaio 2013   | Spacewatch                   |
| 799046 | 2013 CW68                | 8 febbraio 2013   | Pan-STARRS                   |
| 799047 | 2013 CJ86                | 16 gennaio 2013   | Pan-STARRS                   |
| 799048 | 2013 CT87                | 9 febbraio 2013   | Pan-STARRS                   |
| 799049 | 2013 CG90                | 4 gennaio 2013    | Spacewatch                   |
| 799050 | 2013 CY92                | 8 febbraio 2013   | Pan-STARRS                   |
| 799051 | 2013 CV93                | 22 febbraio 2009  | Spacewatch                   |
| 799052 | 2013 CH94                | 8 febbraio 2013   | Pan-STARRS                   |
| 799053 | 2013 CJ96                | 8 febbraio 2013   | Pan-STARRS                   |
| 799054 | 2013 CL96                | 8 febbraio 2013   | Pan-STARRS                   |
| 799055 | 2013 CM96                | 8 febbraio 2013   | Pan-STARRS                   |
| 799056 | 2013 CW97                | 17 gennaio 2013   | Mount Lemmon Survey          |
| 799057 | 2013 CS99                | 8 febbraio 2013   | Pan-STARRS                   |
| 799058 | 2013 CC104               | 9 febbraio 2013   | Pan-STARRS                   |
| 799059 | 2013 CV107               | 9 febbraio 2013   | Pan-STARRS                   |
| 799060 | 2013 CY108               | 9 febbraio 2013   | Pan-STARRS                   |
| 799061 | 2013 CL118               | 12 febbraio 2013  | Pan-STARRS                   |
| 799062 | 2013 CP131               | 14 febbraio 2013  | Spacewatch                   |
| 799063 | 2013 CD134               | 15 febbraio 2013  | Pan-STARRS                   |
| 799064 | 2013 CG144               | 14 febbraio 2013  | Spacewatch                   |
| 799065 | 2013 CV144               | 14 febbraio 2013  | Mount Lemmon Survey          |
| 799066 | 2013 CW157               | 2 febbraio 2013   | Spacewatch                   |
| 799067 | 2013 CR158               | 14 febbraio 2013  | Spacewatch                   |
| 799068 | 2013 CL159               | 19 gennaio 2013   | Mount Lemmon Survey          |
| 799069 | 2013 CY167               | 14 febbraio 2013  | Pan-STARRS                   |
| 799070 | 2013 CC168               | 14 febbraio 2013  | Pan-STARRS                   |
| 799071 | 2013 CR171               | 15 febbraio 2013  | Pan-STARRS                   |
| 799072 | 2013 CF173               | 15 febbraio 2013  | Pan-STARRS                   |
| 799073 | 2013 CP185               | 8 febbraio 2013   | Pan-STARRS                   |
| 799074 | 2013 CT200               | 9 febbraio 2013   | Pan-STARRS                   |
| 799075 | 2013 CS202               | 27 marzo 2008     | Mount Lemmon Survey          |
| 799076 | 2013 CW204               | 9 febbraio 2013   | Pan-STARRS                   |
| 799077 | 2013 CM206               | 8 febbraio 2013   | Pan-STARRS                   |
| 799078 | 2013 CE215               | 8 febbraio 2013   | Pan-STARRS                   |
| 799079 | 2013 CO216               | 9 febbraio 2013   | Pan-STARRS                   |
| 799080 | 2013 CN217               | 8 febbraio 2013   | Pan-STARRS                   |
| 799081 | 2013 CX217               | 8 febbraio 2013   | Pan-STARRS                   |
| 799082 | 2013 CM221               | 7 gennaio 2013    | M. Ory                       |
| 799083 | 2013 CF223               | 8 febbraio 2013   | Pan-STARRS                   |
| 799084 | 2013 CG223               | 8 febbraio 2013   | Pan-STARRS                   |
| 799085 | 2013 CZ223               | 15 febbraio 2013  | Pan-STARRS                   |
| 799086 | 2013 CL227               | 15 febbraio 2013  | ESA OGS                      |
| 799087 | 2013 CD230               | 21 maggio 2014    | Mount Lemmon Survey          |
| 799088 | 2013 CZ231               | 8 febbraio 2013   | Pan-STARRS                   |
| 799089 | 2013 CK232               | 6 febbraio 2013   | Spacewatch                   |
| 799090 | 2013 CO232               | 15 febbraio 2013  | Pan-STARRS                   |
| 799091 | 2013 CB233               | 9 febbraio 2013   | Pan-STARRS                   |
| 799092 | 2013 CG234               | 9 agosto 2015     | Pan-STARRS                   |
| 799093 | 2013 CX234               | 4 maggio 2014     | Spacewatch                   |
| 799094 | 2013 CG235               | 15 febbraio 2013  | Pan-STARRS                   |
| 799095 | 2013 CL235               | 8 febbraio 2013   | Pan-STARRS                   |
| 799096 | 2013 CA236               | 12 settembre 2015 | Pan-STARRS                   |
| 799097 | 2013 CC237               | 2 settembre 2016  | Mount Lemmon Survey          |
| 799098 | 2013 CG238               | 3 agosto 2014     | Pan-STARRS                   |
| 799099 | 2013 CJ238               | 21 agosto 2015    | Pan-STARRS                   |
| 799100 | 2013 CW238               | 14 febbraio 2013  | Pan-STARRS                   |

## 799101–799200
| Nome   | Designazione provvisoria | Data di scoperta | Scopritore          |
| ------ | ------------------------ | ---------------- | ------------------- |
| 799101 | 2013 CO239               | 15 febbraio 2013 | Pan-STARRS          |
| 799102 | 2013 CC241               | 15 febbraio 2013 | Pan-STARRS          |
| 799103 | 2013 CX241               | 15 febbraio 2013 | Pan-STARRS          |
| 799104 | 2013 CA242               | 14 febbraio 2013 | Pan-STARRS          |
| 799105 | 2013 CH242               | 14 febbraio 2013 | Spacewatch          |
| 799106 | 2013 CM243               | 14 febbraio 2013 | Mount Lemmon Survey |
| 799107 | 2013 CQ243               | 14 febbraio 2013 | Mount Lemmon Survey |
| 799108 | 2013 CT243               | 3 febbraio 2013  | Pan-STARRS          |
| 799109 | 2013 CQ244               | 2 febbraio 2013  | Mount Lemmon Survey |
| 799110 | 2013 CX244               | 14 febbraio 2013 | Pan-STARRS          |
| 799111 | 2013 CD245               | 15 febbraio 2013 | Pan-STARRS          |
| 799112 | 2013 CP245               | 15 febbraio 2013 | Pan-STARRS          |
| 799113 | 2013 CJ249               | 7 febbraio 2013  | Spacewatch          |
| 799114 | 2013 CL249               | 8 febbraio 2013  | Pan-STARRS          |
| 799115 | 2013 CO250               | 15 febbraio 2013 | Pan-STARRS          |
| 799116 | 2013 CZ250               | 14 febbraio 2013 | Pan-STARRS          |
| 799117 | 2013 CB251               | 8 febbraio 2013  | Pan-STARRS          |
| 799118 | 2013 CC251               | 10 febbraio 2013 | Pan-STARRS          |
| 799119 | 2013 CJ251               | 15 febbraio 2013 | Pan-STARRS          |
| 799120 | 2013 CR251               | 14 febbraio 2013 | Spacewatch          |
| 799121 | 2013 CB252               | 3 febbraio 2013  | Pan-STARRS          |
| 799122 | 2013 CN252               | 8 febbraio 2013  | Pan-STARRS          |
| 799123 | 2013 CW252               | 3 febbraio 2013  | Pan-STARRS          |
| 799124 | 2013 CT253               | 3 febbraio 2013  | Pan-STARRS          |
| 799125 | 2013 CU253               | 3 febbraio 2013  | Pan-STARRS          |
| 799126 | 2013 CK254               | 3 febbraio 2013  | Pan-STARRS          |
| 799127 | 2013 CT254               | 9 febbraio 2013  | Pan-STARRS          |
| 799128 | 2013 CY254               | 7 febbraio 2013  | Spacewatch          |
| 799129 | 2013 CH255               | 14 febbraio 2013 | Pan-STARRS          |
| 799130 | 2013 CF256               | 5 febbraio 2013  | Spacewatch          |
| 799131 | 2013 CH257               | 6 febbraio 2013  | Spacewatch          |
| 799132 | 2013 CL257               | 5 febbraio 2013  | Mount Lemmon Survey |
| 799133 | 2013 CZ257               | 13 febbraio 2013 | Pan-STARRS          |
| 799134 | 2013 CD258               | 14 febbraio 2013 | Spacewatch          |
| 799135 | 2013 CM258               | 8 febbraio 2013  | Pan-STARRS          |
| 799136 | 2013 CO258               | 15 febbraio 2013 | Pan-STARRS          |
| 799137 | 2013 CW258               | 9 febbraio 2013  | Pan-STARRS          |
| 799138 | 2013 CC259               | 5 febbraio 2013  | Mount Lemmon Survey |
| 799139 | 2013 CT259               | 13 febbraio 2013 | W. Bickel           |
| 799140 | 2013 CL261               | 9 febbraio 2013  | Pan-STARRS          |
| 799141 | 2013 CO261               | 14 febbraio 2013 | Pan-STARRS          |
| 799142 | 2013 CP261               | 5 febbraio 2013  | Mount Lemmon Survey |
| 799143 | 2013 CS261               | 3 febbraio 2013  | Pan-STARRS          |
| 799144 | 2013 CE262               | 8 febbraio 2013  | Mount Lemmon Survey |
| 799145 | 2013 CS262               | 14 febbraio 2013 | Pan-STARRS          |
| 799146 | 2013 DM6                 | 16 febbraio 2013 | Mount Lemmon Survey |
| 799147 | 2013 DU6                 | 5 febbraio 2013  | Spacewatch          |
| 799148 | 2013 DZ8                 | 19 gennaio 2013  | Spacewatch          |
| 799149 | 2013 DW9                 | 1 febbraio 2009  | Mount Lemmon Survey |
| 799150 | 2013 DP12                | 23 ottobre 2011  | Pan-STARRS          |
| 799151 | 2013 DF13                | 17 febbraio 2013 | Mount Lemmon Survey |
| 799152 | 2013 DW17                | 5 maggio 2014    | Mount Lemmon Survey |
| 799153 | 2013 DU19                | 16 febbraio 2013 | Mount Lemmon Survey |
| 799154 | 2013 DY19                | 19 febbraio 2013 | Spacewatch          |
| 799155 | 2013 DC20                | 16 febbraio 2013 | Spacewatch          |
| 799156 | 2013 DL22                | 16 febbraio 2013 | Mount Lemmon Survey |
| 799157 | 2013 DM23                | 17 febbraio 2013 | R. Holmes           |
| 799158 | 2013 EA6                 | 30 aprile 2009   | Spacewatch          |
| 799159 | 2013 EC8                 | 11 marzo 2005    | Mount Lemmon Survey |
| 799160 | 2013 EH8                 | 26 aprile 2008   | Spacewatch          |
| 799161 | 2013 EW10                | 25 gennaio 2007  | Spacewatch          |
| 799162 | 2013 EY10                | 5 marzo 2013     | Pan-STARRS          |
| 799163 | 2013 EX19                | 3 marzo 2013     | Mount Lemmon Survey |
| 799164 | 2013 EW27                | 6 marzo 2013     | Pan-STARRS          |
| 799165 | 2013 EN28                | 8 febbraio 2013  | Pan-STARRS          |
| 799166 | 2013 EK35                | 5 marzo 2013     | Pan-STARRS          |
| 799167 | 2013 EC38                | 8 marzo 2013     | Pan-STARRS          |
| 799168 | 2013 EH42                | 6 marzo 2013     | Pan-STARRS          |
| 799169 | 2013 EJ44                | 6 marzo 2013     | Pan-STARRS          |
| 799170 | 2013 EQ46                | 6 marzo 2013     | Pan-STARRS          |
| 799171 | 2013 EH47                | 6 marzo 2013     | Pan-STARRS          |
| 799172 | 2013 EP48                | 6 marzo 2013     | Pan-STARRS          |
| 799173 | 2013 EO49                | 6 marzo 2013     | Pan-STARRS          |
| 799174 | 2013 ET51                | 8 marzo 2013     | Pan-STARRS          |
| 799175 | 2013 EA53                | 8 marzo 2013     | Pan-STARRS          |
| 799176 | 2013 EP53                | 8 marzo 2013     | Pan-STARRS          |
| 799177 | 2013 EK54                | 1 ottobre 2010   | Spacewatch          |
| 799178 | 2013 EU59                | 8 marzo 2013     | Pan-STARRS          |
| 799179 | 2013 EW60                | 26 ottobre 2011  | Pan-STARRS          |
| 799180 | 2013 EE61                | 17 febbraio 2007 | Spacewatch          |
| 799181 | 2013 EG71                | 7 marzo 2013     | Mount Lemmon Survey |
| 799182 | 2013 EY72                | 16 maggio 2009   | Mount Lemmon Survey |
| 799183 | 2013 EY73                | 7 marzo 2013     | Mount Lemmon Survey |
| 799184 | 2013 EQ74                | 7 marzo 2013     | Mount Lemmon Survey |
| 799185 | 2013 EN78                | 8 marzo 2013     | Pan-STARRS          |
| 799186 | 2013 EN92                | 21 novembre 2005 | Spacewatch          |
| 799187 | 2013 EL98                | 8 marzo 2013     | Pan-STARRS          |
| 799188 | 2013 EM98                | 8 marzo 2013     | Pan-STARRS          |
| 799189 | 2013 EO101               | 14 febbraio 2013 | Spacewatch          |
| 799190 | 2013 EU104               | 12 marzo 2013    | Mount Lemmon Survey |
| 799191 | 2013 EW117               | 14 marzo 2013    | Mount Lemmon Survey |
| 799192 | 2013 EH122               | 10 febbraio 2008 | Spacewatch          |
| 799193 | 2013 ES128               | 13 marzo 2013    | PTF                 |
| 799194 | 2013 EN131               | 12 agosto 2010   | Spacewatch          |
| 799195 | 2013 EQ135               | 12 marzo 2013    | DES                 |
| 799196 | 2013 EC137               | 13 marzo 2013    | DES                 |
| 799197 | 2013 EX137               | 13 marzo 2013    | DES                 |
| 799198 | 2013 EA141               | 10 gennaio 2013  | Pan-STARRS          |
| 799199 | 2013 EX155               | 13 aprile 2013   | Pan-STARRS          |
| 799200 | 2013 EK157               | 17 marzo 2013    | Mount Lemmon Survey |

## 799201–799300
| Nome   | Designazione provvisoria | Data di scoperta | Scopritore          |
| ------ | ------------------------ | ---------------- | ------------------- |
| 799201 | 2013 EQ157               | 13 marzo 2013    | Mount Lemmon Survey |
| 799202 | 2013 EN160               | 6 marzo 2013     | Pan-STARRS          |
| 799203 | 2013 EG162               | 3 marzo 2013     | Mount Lemmon Survey |
| 799204 | 2013 EP163               | 5 marzo 2013     | Pan-STARRS          |
| 799205 | 2013 ES163               | 8 marzo 2013     | Pan-STARRS          |
| 799206 | 2013 ET164               | 13 marzo 2013    | Mount Lemmon Survey |
| 799207 | 2013 EW164               | 6 marzo 2013     | G. Hug              |
| 799208 | 2013 EO165               | 8 marzo 2013     | Pan-STARRS          |
| 799209 | 2013 ET165               | 10 agosto 2016   | Pan-STARRS          |
| 799210 | 2013 ED171               | 5 marzo 2013     | Pan-STARRS          |
| 799211 | 2013 EO171               | 3 marzo 2013     | Mount Lemmon Survey |
| 799212 | 2013 EZ171               | 5 marzo 2013     | Pan-STARRS          |
| 799213 | 2013 EF172               | 8 marzo 2013     | Pan-STARRS          |
| 799214 | 2013 EH172               | 8 marzo 2013     | Pan-STARRS          |
| 799215 | 2013 EZ173               | 15 marzo 2013    | Mount Lemmon Survey |
| 799216 | 2013 EH177               | 5 marzo 2013     | Mount Lemmon Survey |
| 799217 | 2013 EA178               | 15 marzo 2013    | Spacewatch          |
| 799218 | 2013 EL178               | 5 marzo 2013     | Pan-STARRS          |
| 799219 | 2013 EW179               | 6 marzo 2013     | Pan-STARRS          |
| 799220 | 2013 EY179               | 5 marzo 2013     | Pan-STARRS          |
| 799221 | 2013 EC180               | 7 marzo 2013     | Mount Lemmon Survey |
| 799222 | 2013 EG180               | 13 marzo 2013    | Pan-STARRS          |
| 799223 | 2013 EO180               | 3 marzo 2013     | Mount Lemmon Survey |
| 799224 | 2013 EP182               | 5 marzo 2013     | Mount Lemmon Survey |
| 799225 | 2013 EF184               | 15 marzo 2013    | Mount Lemmon Survey |
| 799226 | 2013 EJ184               | 5 marzo 2013     | Mount Lemmon Survey |
| 799227 | 2013 EB185               | 3 marzo 2013     | Mount Lemmon Survey |
| 799228 | 2013 EV187               | 7 gennaio 2017   | Mount Lemmon Survey |
| 799229 | 2013 EF190               | 13 marzo 2013    | Mount Lemmon Survey |
| 799230 | 2013 FW5                 | 25 maggio 2009   | Spacewatch          |
| 799231 | 2013 FP6                 | 18 marzo 2013    | PTF                 |
| 799232 | 2013 FY10                | 19 marzo 2013    | PTF                 |
| 799233 | 2013 FC22                | 23 marzo 2013    | C. Barbieri         |
| 799234 | 2013 FF27                | 19 marzo 2013    | Pan-STARRS          |
| 799235 | 2013 FD34                | 17 marzo 2013    | Spacewatch          |
| 799236 | 2013 FJ34                | 22 aprile 2009   | Mount Lemmon Survey |
| 799237 | 2013 FB35                | 19 marzo 2013    | Pan-STARRS          |
| 799238 | 2013 FG35                | 19 marzo 2013    | Pan-STARRS          |
| 799239 | 2013 FA36                | 19 marzo 2013    | Pan-STARRS          |
| 799240 | 2013 FE36                | 18 marzo 2013    | Mount Lemmon Survey |
| 799241 | 2013 FF36                | 19 marzo 2013    | Pan-STARRS          |
| 799242 | 2013 FM37                | 30 novembre 2011 | Mount Lemmon Survey |
| 799243 | 2013 FG38                | 19 marzo 2013    | Pan-STARRS          |
| 799244 | 2013 FW40                | 19 marzo 2013    | Pan-STARRS          |
| 799245 | 2013 FB42                | 31 marzo 2013    | Mount Lemmon Survey |
| 799246 | 2013 GE6                 | 1 aprile 2013    | Mount Lemmon Survey |
| 799247 | 2013 GP17                | 7 marzo 2013     | Mount Lemmon Survey |
| 799248 | 2013 GZ20                | 13 marzo 2013    | Mount Lemmon Survey |
| 799249 | 2013 GV41                | 16 marzo 2013    | Mount Lemmon Survey |
| 799250 | 2013 GA44                | 8 aprile 2013    | Mount Lemmon Survey |
| 799251 | 2013 GP54                | 10 aprile 2013   | Pan-STARRS          |
| 799252 | 2013 GN59                | 13 marzo 2013    | Mount Lemmon Survey |
| 799253 | 2013 GF60                | 6 aprile 2013    | Mount Lemmon Survey |
| 799254 | 2013 GP64                | 16 marzo 2013    | Spacewatch          |
| 799255 | 2013 GV77                | 5 marzo 2013     | Mount Lemmon Survey |
| 799256 | 2013 GJ86                | 29 luglio 2005   | NEAT                |
| 799257 | 2013 GT89                | 18 marzo 2013    | Spacewatch          |
| 799258 | 2013 GF90                | 13 aprile 2013   | Spacewatch          |
| 799259 | 2013 GC93                | 12 aprile 2013   | Pan-STARRS          |
| 799260 | 2013 GT93                | 1 aprile 2013    | Mount Lemmon Survey |
| 799261 | 2013 GC99                | 10 aprile 2013   | Pan-STARRS          |
| 799262 | 2013 GN99                | 11 aprile 2013   | ESA OGS             |
| 799263 | 2013 GG102               | 12 marzo 2013    | Mount Lemmon Survey |
| 799264 | 2013 GA104               | 26 marzo 2009    | Spacewatch          |
| 799265 | 2013 GC121               | 8 aprile 2013    | Mount Lemmon Survey |
| 799266 | 2013 GS124               | 10 aprile 2013   | Pan-STARRS          |
| 799267 | 2013 GC125               | 16 marzo 2013    | Spacewatch          |
| 799268 | 2013 GN133               | 2 aprile 2013    | Mount Lemmon Survey |
| 799269 | 2013 GR133               | 2 aprile 2013    | Spacewatch          |
| 799270 | 2013 GU139               | 13 aprile 2013   | Pan-STARRS          |
| 799271 | 2013 GG140               | 9 aprile 2013    | Pan-STARRS          |
| 799272 | 2013 GL142               | 15 aprile 2013   | Pan-STARRS          |
| 799273 | 2013 GC143               | 6 aprile 2013    | Mount Lemmon Survey |
| 799274 | 2013 GA144               | 9 aprile 2013    | Pan-STARRS          |
| 799275 | 2013 GY145               | 10 aprile 2013   | Pan-STARRS          |
| 799276 | 2013 GO146               | 9 aprile 2013    | Pan-STARRS          |
| 799277 | 2013 GC148               | 4 settembre 2014 | Pan-STARRS          |
| 799278 | 2013 GA149               | 14 aprile 2013   | F. Hormuth          |
| 799279 | 2013 GZ151               | 15 aprile 2013   | Pan-STARRS          |
| 799280 | 2013 GB158               | 12 aprile 2013   | Pan-STARRS          |
| 799281 | 2013 GL158               | 15 aprile 2013   | Pan-STARRS          |
| 799282 | 2013 GV163               | 2 aprile 2013    | Mount Lemmon Survey |
| 799283 | 2013 GL164               | 10 aprile 2013   | Pan-STARRS          |
| 799284 | 2013 GD165               | 12 aprile 2013   | Pan-STARRS          |
| 799285 | 2013 GA167               | 10 aprile 2013   | Pan-STARRS          |
| 799286 | 2013 GM167               | 10 aprile 2013   | Pan-STARRS          |
| 799287 | 2013 GF169               | 13 aprile 2013   | Pan-STARRS          |
| 799288 | 2013 GX170               | 7 aprile 2013    | Mount Lemmon Survey |
| 799289 | 2013 HO3                 | 2 maggio 2009    | Mount Lemmon Survey |
| 799290 | 2013 HM7                 | 18 aprile 2013   | Mount Lemmon Survey |
| 799291 | 2013 HD19                | 29 aprile 2013   | A. Oreshko          |
| 799292 | 2013 HX37                | 9 aprile 2013    | Pan-STARRS          |
| 799293 | 2013 HW40                | 16 aprile 2013   | CTIO-DECam          |
| 799294 | 2013 HH45                | 5 settembre 2010 | Mount Lemmon Survey |
| 799295 | 2013 HO45                | 16 aprile 2013   | CTIO-DECam          |
| 799296 | 2013 HA50                | 9 aprile 2013    | Pan-STARRS          |
| 799297 | 2013 HJ52                | 16 aprile 2013   | CTIO-DECam          |
| 799298 | 2013 HQ54                | 11 aprile 2005   | Spacewatch          |
| 799299 | 2013 HJ58                | 16 aprile 2013   | CTIO-DECam          |
| 799300 | 2013 HZ63                | 9 aprile 2013    | Pan-STARRS          |

## 799301–799400
| Nome   | Designazione provvisoria | Data di scoperta | Scopritore                   |
| ------ | ------------------------ | ---------------- | ---------------------------- |
| 799301 | 2013 HY64                | 16 aprile 2013   | CTIO-DECam                   |
| 799302 | 2013 HZ69                | 9 aprile 2013    | Pan-STARRS                   |
| 799303 | 2013 HN72                | 16 aprile 2013   | CTIO-DECam                   |
| 799304 | 2013 HO83                | 16 aprile 2013   | CTIO-DECam                   |
| 799305 | 2013 HF84                | 16 aprile 2013   | CTIO-DECam                   |
| 799306 | 2013 HN84                | 16 aprile 2013   | CTIO-DECam                   |
| 799307 | 2013 HU84                | 20 aprile 2009   | Mount Lemmon Survey          |
| 799308 | 2013 HN85                | 16 aprile 2013   | CTIO-DECam                   |
| 799309 | 2013 HS87                | 13 novembre 2010 | Mount Lemmon Survey          |
| 799310 | 2013 HO95                | 16 aprile 2013   | CTIO-DECam                   |
| 799311 | 2013 HJ97                | 4 settembre 2010 | Spacewatch                   |
| 799312 | 2013 HE100               | 16 aprile 2013   | CTIO-DECam                   |
| 799313 | 2013 HR103               | 16 aprile 2013   | CTIO-DECam                   |
| 799314 | 2013 HQ110               | 16 aprile 2013   | CTIO-DECam                   |
| 799315 | 2013 HB113               | 16 aprile 2013   | CTIO-DECam                   |
| 799316 | 2013 HW113               | 16 aprile 2013   | CTIO-DECam                   |
| 799317 | 2013 HV115               | 10 aprile 2013   | Pan-STARRS                   |
| 799318 | 2013 HF121               | 8 ottobre 2010   | Spacewatch                   |
| 799319 | 2013 HG122               | 21 aprile 2013   | Mount Lemmon Survey          |
| 799320 | 2013 HY129               | 17 aprile 2013   | CTIO-DECam                   |
| 799321 | 2013 HW135               | 9 aprile 2013    | Pan-STARRS                   |
| 799322 | 2013 HH145               | 16 aprile 2013   | CTIO-DECam                   |
| 799323 | 2013 HT145               | 16 aprile 2013   | CTIO-DECam                   |
| 799324 | 2013 HK150               | 17 aprile 2013   | CTIO-DECam                   |
| 799325 | 2013 HV153               | 20 aprile 2013   | A. N. Heinze                 |
| 799326 | 2013 HM155               | 20 aprile 2013   | A. N. Heinze                 |
| 799327 | 2013 HS155               | 20 aprile 2013   | A. N. Heinze                 |
| 799328 | 2013 HJ157               | 16 aprile 2013   | Pan-STARRS                   |
| 799329 | 2013 HZ157               | 19 aprile 2013   | Pan-STARRS                   |
| 799330 | 2013 HZ159               | 20 aprile 2013   | Mount Lemmon Survey          |
| 799331 | 2013 HY163               | 17 aprile 2013   | Pan-STARRS                   |
| 799332 | 2013 HB164               | 16 aprile 2013   | Pan-STARRS                   |
| 799333 | 2013 HG164               | 19 aprile 2013   | Mount Lemmon Survey          |
| 799334 | 2013 HB165               | 17 aprile 2013   | Pan-STARRS                   |
| 799335 | 2013 HD165               | 16 aprile 2013   | Pan-STARRS                   |
| 799336 | 2013 HH165               | 17 aprile 2013   | Pan-STARRS                   |
| 799337 | 2013 HO165               | 18 aprile 2013   | Mount Lemmon Survey          |
| 799338 | 2013 JT10                | 7 maggio 2013    | Mount Lemmon Survey          |
| 799339 | 2013 JQ15                | 7 maggio 2013    | Mount Lemmon Survey          |
| 799340 | 2013 JO16                | 20 marzo 2007    | Mount Lemmon Survey          |
| 799341 | 2013 JB19                | 10 aprile 2013   | Mount Lemmon Survey          |
| 799342 | 2013 JK25                | 10 aprile 2013   | Pan-STARRS                   |
| 799343 | 2013 JL27                | 6 maggio 2013    | T. Lister                    |
| 799344 | 2013 JN32                | 12 maggio 2013   | Mount Lemmon Survey          |
| 799345 | 2013 JM45                | 8 maggio 2013    | Pan-STARRS                   |
| 799346 | 2013 JB56                | 8 maggio 2013    | Pan-STARRS                   |
| 799347 | 2013 JE56                | 19 aprile 2013   | Pan-STARRS                   |
| 799348 | 2013 JK56                | 8 maggio 2013    | Pan-STARRS                   |
| 799349 | 2013 JC58                | 2 maggio 2013    | Mount Lemmon Survey          |
| 799350 | 2013 JZ61                | 8 maggio 2013    | Pan-STARRS                   |
| 799351 | 2013 JP63                | 12 maggio 2013   | Spacewatch                   |
| 799352 | 2013 JA67                | 15 maggio 2013   | Pan-STARRS                   |
| 799353 | 2013 JF68                | 12 maggio 2013   | CSS                          |
| 799354 | 2013 JR68                | 2 maggio 2013    | Spacewatch                   |
| 799355 | 2013 JK70                | 15 maggio 2013   | Pan-STARRS                   |
| 799356 | 2013 JD71                | 8 dicembre 2015  | Pan-STARRS                   |
| 799357 | 2013 JK72                | 12 maggio 2013   | Pan-STARRS                   |
| 799358 | 2013 JM75                | 12 maggio 2013   | Pan-STARRS                   |
| 799359 | 2013 JA78                | 8 maggio 2013    | Pan-STARRS                   |
| 799360 | 2013 JO78                | 13 maggio 2013   | Mount Lemmon Survey          |
| 799361 | 2013 JQ78                | 8 maggio 2013    | Pan-STARRS                   |
| 799362 | 2013 JB79                | 7 maggio 2013    | Mount Lemmon Survey          |
| 799363 | 2013 JT80                | 9 maggio 2013    | Pan-STARRS                   |
| 799364 | 2013 JV81                | 12 maggio 2013   | Pan-STARRS                   |
| 799365 | 2013 JN83                | 28 giugno 2019   | Pan-STARRS                   |
| 799366 | 2013 KY11                | 2 maggio 2013    | Pan-STARRS                   |
| 799367 | 2013 KO13                | 16 maggio 2013   | Pan-STARRS                   |
| 799368 | 2013 KF20                | 31 maggio 2013   | M. Schwartz, P. R. Holvorcem |
| 799369 | 2013 KD21                | 18 maggio 2013   | Mount Lemmon Survey          |
| 799370 | 2013 KZ21                | 19 maggio 2013   | Spacewatch                   |
| 799371 | 2013 KH22                | 16 maggio 2013   | Pan-STARRS                   |
| 799372 | 2013 LA3                 | 1 giugno 2013    | Mount Lemmon Survey          |
| 799373 | 2013 LM3                 | 1 giugno 2013    | Spacewatch                   |
| 799374 | 2013 LU6                 | 5 giugno 2013    | Spacewatch                   |
| 799375 | 2013 LX6                 | 4 luglio 2005    | NEAT                         |
| 799376 | 2013 LJ12                | 19 maggio 2013   | CSS                          |
| 799377 | 2013 LS12                | 5 giugno 2013    | Mount Lemmon Survey          |
| 799378 | 2013 LW12                | 5 giugno 2013    | Mount Lemmon Survey          |
| 799379 | 2013 LU13                | 5 giugno 2013    | Mount Lemmon Survey          |
| 799380 | 2013 LC25                | 8 giugno 2013    | K. Sárneczky                 |
| 799381 | 2013 LP25                | 11 novembre 2010 | Mount Lemmon Survey          |
| 799382 | 2013 LH27                | 6 giugno 2013    | Mount Lemmon Survey          |
| 799383 | 2013 LC32                | 5 giugno 2013    | Spacewatch                   |
| 799384 | 2013 LQ36                | 25 ottobre 2005  | Spacewatch                   |
| 799385 | 2013 LN37                | 7 giugno 2013    | M. Ory                       |
| 799386 | 2013 LT37                | 7 giugno 2013    | Pan-STARRS                   |
| 799387 | 2013 LS38                | 7 giugno 2013    | Pan-STARRS                   |
| 799388 | 2013 LV38                | 5 giugno 2013    | Mount Lemmon Survey          |
| 799389 | 2013 LF39                | 7 giugno 2013    | Mount Lemmon Survey          |
| 799390 | 2013 LE41                | 2 giugno 2013    | Mount Lemmon Survey          |
| 799391 | 2013 LF42                | 10 giugno 2013   | Mount Lemmon Survey          |
| 799392 | 2013 LB43                | 3 novembre 2010  | Mount Lemmon Survey          |
| 799393 | 2013 LD43                | 2 giugno 2013    | Mount Lemmon Survey          |
| 799394 | 2013 LK44                | 4 giugno 2013    | Mount Lemmon Survey          |
| 799395 | 2013 LR45                | 4 giugno 2013    | Pan-STARRS                   |
| 799396 | 2013 LC46                | 6 giugno 2013    | Mount Lemmon Survey          |
| 799397 | 2013 LX50                | 10 gennaio 2021  | Mount Lemmon Survey          |
| 799398 | 2013 MZ                  | 18 giugno 2013   | Pan-STARRS                   |
| 799399 | 2013 MC2                 | 30 maggio 2013   | Mount Lemmon Survey          |
| 799400 | 2013 MZ4                 | 8 giugno 2013    | Mount Lemmon Survey          |

## 799401–799500
| Nome   | Designazione provvisoria | Data di scoperta  | Scopritore                         |
| ------ | ------------------------ | ----------------- | ---------------------------------- |
| 799401 | 2013 ME10                | 30 giugno 2013    | Pan-STARRS                         |
| 799402 | 2013 MO12                | 20 giugno 2013    | Pan-STARRS                         |
| 799403 | 2013 MY12                | 18 giugno 2013    | Pan-STARRS                         |
| 799404 | 2013 MD13                | 18 giugno 2013    | Pan-STARRS                         |
| 799405 | 2013 MH14                | 18 giugno 2013    | Pan-STARRS                         |
| 799406 | 2013 MN14                | 20 giugno 2013    | Mount Lemmon Survey                |
| 799407 | 2013 MZ14                | 19 giugno 2013    | Pan-STARRS                         |
| 799408 | 2013 MR15                | 19 giugno 2013    | Mount Lemmon Survey                |
| 799409 | 2013 MG16                | 4 ottobre 2014    | Mount Lemmon Survey                |
| 799410 | 2013 MB18                | 18 giugno 2013    | Pan-STARRS                         |
| 799411 | 2013 MH18                | 19 giugno 2013    | Pan-STARRS                         |
| 799412 | 2013 MT20                | 18 giugno 2013    | Pan-STARRS                         |
| 799413 | 2013 MD21                | 18 giugno 2013    | Pan-STARRS                         |
| 799414 | 2013 MY21                | 20 giugno 2013    | Pan-STARRS                         |
| 799415 | 2013 MN23                | 18 giugno 2013    | Pan-STARRS                         |
| 799416 | 2013 ME26                | 18 giugno 2013    | Pan-STARRS                         |
| 799417 | 2013 NM2                 | 1 luglio 2013     | Pan-STARRS                         |
| 799418 | 2013 NZ2                 | 1 luglio 2013     | Pan-STARRS                         |
| 799419 | 2013 NE5                 | 1 luglio 2013     | Pan-STARRS                         |
| 799420 | 2013 NY13                | 1 luglio 2013     | Pan-STARRS                         |
| 799421 | 2013 NG27                | 14 luglio 2013    | Pan-STARRS                         |
| 799422 | 2013 NK27                | 15 luglio 2013    | Pan-STARRS                         |
| 799423 | 2013 ND28                | 15 luglio 2013    | Pan-STARRS                         |
| 799424 | 2013 NN28                | 1 luglio 2013     | Pan-STARRS                         |
| 799425 | 2013 NO28                | 1 luglio 2013     | Pan-STARRS                         |
| 799426 | 2013 NA29                | 2 luglio 2013     | Pan-STARRS                         |
| 799427 | 2013 NL29                | 14 luglio 2013    | Pan-STARRS                         |
| 799428 | 2013 NK30                | 14 luglio 2013    | Pan-STARRS                         |
| 799429 | 2013 NY34                | 14 luglio 2013    | Pan-STARRS                         |
| 799430 | 2013 NQ35                | 17 ottobre 2014   | Mount Lemmon Survey                |
| 799431 | 2013 NF37                | 8 luglio 2013     | Pan-STARRS                         |
| 799432 | 2013 NU38                | 7 luglio 2013     | SSS                                |
| 799433 | 2013 NX47                | 14 luglio 2013    | Pan-STARRS                         |
| 799434 | 2013 NF49                | 3 febbraio 2002   | Osservatorio astrofisico di Asiago |
| 799435 | 2013 NO49                | 13 luglio 2013    | Pan-STARRS                         |
| 799436 | 2013 NS50                | 1 luglio 2013     | Pan-STARRS                         |
| 799437 | 2013 NW52                | 15 luglio 2013    | Pan-STARRS                         |
| 799438 | 2013 NA58                | 6 luglio 2013     | Pan-STARRS                         |
| 799439 | 2013 NF58                | 4 luglio 2013     | Pan-STARRS                         |
| 799440 | 2013 NU58                | 15 luglio 2013    | Pan-STARRS                         |
| 799441 | 2013 NV58                | 1 luglio 2013     | Pan-STARRS                         |
| 799442 | 2013 NY58                | 6 luglio 2013     | Pan-STARRS                         |
| 799443 | 2013 NA59                | 14 luglio 2013    | Pan-STARRS                         |
| 799444 | 2013 NA60                | 2 luglio 2013     | Pan-STARRS                         |
| 799445 | 2013 NB60                | 14 luglio 2013    | Pan-STARRS                         |
| 799446 | 2013 NH60                | 1 luglio 2013     | Pan-STARRS                         |
| 799447 | 2013 NW61                | 14 luglio 2013    | Pan-STARRS                         |
| 799448 | 2013 NN62                | 6 luglio 2013     | Pan-STARRS                         |
| 799449 | 2013 NL63                | 14 luglio 2013    | Pan-STARRS                         |
| 799450 | 2013 NK66                | 15 luglio 2013    | Pan-STARRS                         |
| 799451 | 2013 NU66                | 13 luglio 2013    | Pan-STARRS                         |
| 799452 | 2013 NX66                | 1 luglio 2013     | Pan-STARRS                         |
| 799453 | 2013 NO68                | 15 luglio 2013    | Pan-STARRS                         |
| 799454 | 2013 NS68                | 14 luglio 2013    | Pan-STARRS                         |
| 799455 | 2013 NW68                | 13 luglio 2013    | Pan-STARRS                         |
| 799456 | 2013 NC71                | 13 luglio 2013    | Pan-STARRS                         |
| 799457 | 2013 NM71                | 15 luglio 2013    | Pan-STARRS                         |
| 799458 | 2013 NN72                | 1 luglio 2013     | Pan-STARRS                         |
| 799459 | 2013 NF73                | 13 luglio 2013    | Pan-STARRS                         |
| 799460 | 2013 NN76                | 8 luglio 2013     | Pan-STARRS                         |
| 799461 | 2013 NU77                | 15 luglio 2013    | Pan-STARRS                         |
| 799462 | 2013 NE78                | 13 luglio 2013    | Pan-STARRS                         |
| 799463 | 2013 NO80                | 13 luglio 2013    | Pan-STARRS                         |
| 799464 | 2013 OU4                 | 28 luglio 2013    | Pan-STARRS                         |
| 799465 | 2013 OU5                 | 29 luglio 2013    | R. Holmes                          |
| 799466 | 2013 OY7                 | 16 luglio 2013    | Pan-STARRS                         |
| 799467 | 2013 OS12                | 16 luglio 2013    | Pan-STARRS                         |
| 799468 | 2013 OE15                | 16 luglio 2013    | Pan-STARRS                         |
| 799469 | 2013 OP16                | 16 luglio 2013    | Pan-STARRS                         |
| 799470 | 2013 OC18                | 17 luglio 2013    | Pan-STARRS                         |
| 799471 | 2013 OJ19                | 16 luglio 2013    | Pan-STARRS                         |
| 799472 | 2013 ON19                | 16 luglio 2013    | Pan-STARRS                         |
| 799473 | 2013 OQ19                | 16 luglio 2013    | Pan-STARRS                         |
| 799474 | 2013 PU2                 | 20 giugno 2013    | Pan-STARRS                         |
| 799475 | 2013 PT3                 | 2 agosto 2013     | Pan-STARRS                         |
| 799476 | 2013 PF12                | 30 gennaio 2012   | Mount Lemmon Survey                |
| 799477 | 2013 PU17                | 15 luglio 2013    | Pan-STARRS                         |
| 799478 | 2013 PL18                | 29 settembre 2009 | Mount Lemmon Survey                |
| 799479 | 2013 PE20                | 9 agosto 2013     | Spacewatch                         |
| 799480 | 2013 PW20                | 8 agosto 2013     | J. Vales                           |
| 799481 | 2013 PB22                | 8 agosto 2013     | Spacewatch                         |
| 799482 | 2013 PG22                | 18 giugno 2013    | Mount Lemmon Survey                |
| 799483 | 2013 PV22                | 8 agosto 2013     | Pan-STARRS                         |
| 799484 | 2013 PW22                | 8 agosto 2013     | Pan-STARRS                         |
| 799485 | 2013 PV29                | 9 agosto 2013     | Pan-STARRS                         |
| 799486 | 2013 PW29                | 9 agosto 2013     | Pan-STARRS                         |
| 799487 | 2013 PB32                | 23 ottobre 2009   | Mount Lemmon Survey                |
| 799488 | 2013 PF34                | 8 agosto 2013     | Spacewatch                         |
| 799489 | 2013 PS34                | 9 agosto 2013     | Spacewatch                         |
| 799490 | 2013 PB38                | 18 settembre 2009 | Spacewatch                         |
| 799491 | 2013 PS38                | 10 agosto 2013    | Mount Lemmon Survey                |
| 799492 | 2013 PR40                | 12 agosto 2013    | Pan-STARRS                         |
| 799493 | 2013 PR41                | 12 agosto 2013    | Pan-STARRS                         |
| 799494 | 2013 PA47                | 9 agosto 2013     | Spacewatch                         |
| 799495 | 2013 PC47                | 9 agosto 2013     | Spacewatch                         |
| 799496 | 2013 PM53                | 14 agosto 2013    | Pan-STARRS                         |
| 799497 | 2013 PX59                | 12 febbraio 2000  | SDSS Collaboration                 |
| 799498 | 2013 PG72                | 21 settembre 2009 | CSS                                |
| 799499 | 2013 PT76                | 12 agosto 2013    | Pan-STARRS                         |
| 799500 | 2013 PF78                | 9 agosto 2013     | Pan-STARRS                         |

## 799501–799600
| Nome   | Designazione provvisoria | Data di scoperta  | Scopritore                |
| ------ | ------------------------ | ----------------- | ------------------------- |
| 799501 | 2013 PX78                | 13 agosto 2013    | Spacewatch                |
| 799502 | 2013 PN79                | 9 agosto 2013     | Spacewatch                |
| 799503 | 2013 PU79                | 29 settembre 2009 | Mount Lemmon Survey       |
| 799504 | 2013 PC85                | 8 agosto 2013     | Pan-STARRS                |
| 799505 | 2013 PM85                | 4 agosto 2013     | Pan-STARRS                |
| 799506 | 2013 PF86                | 14 agosto 2013    | Pan-STARRS                |
| 799507 | 2013 PZ92                | 15 agosto 2013    | Pan-STARRS                |
| 799508 | 2013 PZ98                | 15 agosto 2013    | Pan-STARRS                |
| 799509 | 2013 PJ100               | 9 agosto 2013     | Spacewatch                |
| 799510 | 2013 PF101               | 15 agosto 2013    | Pan-STARRS                |
| 799511 | 2013 PN101               | 4 agosto 2013     | Pan-STARRS                |
| 799512 | 2013 PA103               | 9 agosto 2013     | Spacewatch                |
| 799513 | 2013 PZ103               | 12 agosto 2013    | Pan-STARRS                |
| 799514 | 2013 PM105               | 9 agosto 2013     | Pan-STARRS                |
| 799515 | 2013 PR105               | 13 agosto 2013    | Spacewatch                |
| 799516 | 2013 PY105               | 12 agosto 2013    | Pan-STARRS                |
| 799517 | 2013 PX106               | 12 agosto 2013    | Pan-STARRS                |
| 799518 | 2013 PF111               | 12 agosto 2013    | Pan-STARRS                |
| 799519 | 2013 PK114               | 13 agosto 2013    | Spacewatch                |
| 799520 | 2013 PK115               | 15 agosto 2013    | Pan-STARRS                |
| 799521 | 2013 PM115               | 12 agosto 2013    | Pan-STARRS                |
| 799522 | 2013 PS115               | 12 agosto 2013    | Pan-STARRS                |
| 799523 | 2013 PH116               | 15 agosto 2013    | Pan-STARRS                |
| 799524 | 2013 PJ116               | 4 agosto 2013     | Pan-STARRS                |
| 799525 | 2013 PY116               | 15 agosto 2013    | Pan-STARRS                |
| 799526 | 2013 PR117               | 15 agosto 2013    | Pan-STARRS                |
| 799527 | 2013 PU117               | 14 agosto 2013    | Pan-STARRS                |
| 799528 | 2013 PA118               | 11 agosto 2013    | Osservatorio di Mauna Kea |
| 799529 | 2013 PV118               | 1 agosto 2013     | Pan-STARRS                |
| 799530 | 2013 PW118               | 9 agosto 2013     | Pan-STARRS                |
| 799531 | 2013 PW119               | 12 agosto 2013    | Pan-STARRS                |
| 799532 | 2013 PD122               | 15 agosto 2013    | Pan-STARRS                |
| 799533 | 2013 PL123               | 4 agosto 2013     | Pan-STARRS                |
| 799534 | 2013 PU123               | 14 agosto 2013    | Pan-STARRS                |
| 799535 | 2013 PE125               | 15 agosto 2013    | Pan-STARRS                |
| 799536 | 2013 PK126               | 12 agosto 2013    | Pan-STARRS                |
| 799537 | 2013 PP129               | 15 agosto 2013    | Pan-STARRS                |
| 799538 | 2013 PA130               | 9 agosto 2013     | Spacewatch                |
| 799539 | 2013 PM130               | 12 agosto 2013    | Pan-STARRS                |
| 799540 | 2013 PO131               | 4 agosto 2013     | Pan-STARRS                |
| 799541 | 2013 PN132               | 14 agosto 2013    | Pan-STARRS                |
| 799542 | 2013 PP132               | 14 agosto 2013    | Pan-STARRS                |
| 799543 | 2013 PT132               | 9 agosto 2013     | Spacewatch                |
| 799544 | 2013 PF135               | 12 agosto 2013    | Pan-STARRS                |
| 799545 | 2013 PC138               | 9 agosto 2013     | Pan-STARRS                |
| 799546 | 2013 PS138               | 15 agosto 2013    | Pan-STARRS                |
| 799547 | 2013 PW138               | 4 agosto 2013     | Pan-STARRS                |
| 799548 | 2013 PL139               | 10 ottobre 2005   | Spacewatch                |
| 799549 | 2013 PT139               | 8 ottobre 2008    | Mount Lemmon Survey       |
| 799550 | 2013 PY146               | 12 agosto 2013    | Pan-STARRS                |
| 799551 | 2013 QC                  | 27 febbraio 2012  | Pan-STARRS                |
| 799552 | 2013 QQ5                 | 11 agosto 2004    | CINEOS                    |
| 799553 | 2013 QG6                 | 4 agosto 2013     | Pan-STARRS                |
| 799554 | 2013 QW6                 | 27 aprile 2012    | Pan-STARRS                |
| 799555 | 2013 QH8                 | 26 agosto 2013    | Pan-STARRS                |
| 799556 | 2013 QQ8                 | 28 settembre 2009 | Mount Lemmon Survey       |
| 799557 | 2013 QT11                | 24 agosto 2013    | Pan-STARRS                |
| 799558 | 2013 QV15                | 29 agosto 2013    | T. Lister                 |
| 799559 | 2013 QF18                | 26 agosto 2013    | Pan-STARRS                |
| 799560 | 2013 QU19                | 26 agosto 2013    | Pan-STARRS                |
| 799561 | 2013 QF24                | 26 agosto 2013    | Pan-STARRS                |
| 799562 | 2013 QO30                | 14 luglio 2013    | Pan-STARRS                |
| 799563 | 2013 QG31                | 29 agosto 2013    | Pan-STARRS                |
| 799564 | 2013 QK36                | 26 agosto 2013    | Pan-STARRS                |
| 799565 | 2013 QR37                | 27 agosto 2013    | Pan-STARRS                |
| 799566 | 2013 QV37                | 12 agosto 2013    | Pan-STARRS                |
| 799567 | 2013 QJ47                | 8 febbraio 2011   | Mount Lemmon Survey       |
| 799568 | 2013 QL48                | 30 agosto 2013    | Pan-STARRS                |
| 799569 | 2013 QU49                | 13 febbraio 2011  | Mount Lemmon Survey       |
| 799570 | 2013 QT52                | 17 agosto 2013    | Pan-STARRS                |
| 799571 | 2013 QS56                | 26 agosto 2013    | Pan-STARRS                |
| 799572 | 2013 QD60                | 26 agosto 2013    | Pan-STARRS                |
| 799573 | 2013 QM60                | 26 ottobre 2009   | Mount Lemmon Survey       |
| 799574 | 2013 QW69                | 29 agosto 2013    | Pan-STARRS                |
| 799575 | 2013 QC74                | 26 agosto 2013    | Pan-STARRS                |
| 799576 | 2013 QH74                | 1 febbraio 2012   | Mount Lemmon Survey       |
| 799577 | 2013 QD77                | 28 agosto 2013    | Mount Lemmon Survey       |
| 799578 | 2013 QH81                | 5 agosto 2013     | PTF                       |
| 799579 | 2013 QT84                | 29 agosto 2013    | Pan-STARRS                |
| 799580 | 2013 QO88                | 27 gennaio 2011   | Mount Lemmon Survey       |
| 799581 | 2013 QV88                | 12 agosto 2013    | Spacewatch                |
| 799582 | 2013 QY90                | 28 agosto 2013    | Mount Lemmon Survey       |
| 799583 | 2013 QD91                | 24 agosto 2003    | Cerro Tololo Obs.         |
| 799584 | 2013 QE94                | 15 agosto 2013    | Pan-STARRS                |
| 799585 | 2013 QA95                | 27 aprile 2012    | Pan-STARRS                |
| 799586 | 2013 QY95                | 17 agosto 2013    | Pan-STARRS                |
| 799587 | 2013 QC96                | 27 agosto 2013    | Pan-STARRS                |
| 799588 | 2013 QZ98                | 17 agosto 2013    | Pan-STARRS                |
| 799589 | 2013 QU99                | 16 agosto 2013    | Pan-STARRS                |
| 799590 | 2013 QW100               | 31 agosto 2013    | Pan-STARRS                |
| 799591 | 2013 QS101               | 17 agosto 2013    | K. Sárneczky              |
| 799592 | 2013 QZ102               | 26 agosto 2013    | Pan-STARRS                |
| 799593 | 2013 QW103               | 3 agosto 2002     | NEAT                      |
| 799594 | 2013 QW104               | 31 agosto 2013    | Pan-STARRS                |
| 799595 | 2013 QE105               | 28 agosto 2013    | Mount Lemmon Survey       |
| 799596 | 2013 QX106               | 31 agosto 2013    | Pan-STARRS                |
| 799597 | 2013 RY1                 | 1 settembre 2013  | L. Elenin                 |
| 799598 | 2013 RR3                 | 1 settembre 2013  | Mount Lemmon Survey       |
| 799599 | 2013 RC4                 | 28 febbraio 2012  | Pan-STARRS                |
| 799600 | 2013 RH7                 | 15 agosto 2013    | Pan-STARRS                |

## 799601–799700
| Nome   | Designazione provvisoria | Data di scoperta  | Scopritore          |
| ------ | ------------------------ | ----------------- | ------------------- |
| 799601 | 2013 RO8                 | 8 gennaio 2011    | Mount Lemmon Survey |
| 799602 | 2013 RB10                | 17 marzo 2012     | Mount Lemmon Survey |
| 799603 | 2013 RR19                | 3 settembre 2013  | CSS                 |
| 799604 | 2013 RT22                | 2 settembre 2013  | Mount Lemmon Survey |
| 799605 | 2013 RM27                | 4 settembre 2013  | Mount Lemmon Survey |
| 799606 | 2013 RR30                | 2 settembre 2013  | Mount Lemmon Survey |
| 799607 | 2013 RN47                | 10 settembre 2013 | Pan-STARRS          |
| 799608 | 2013 RC62                | 3 settembre 2013  | Pan-STARRS          |
| 799609 | 2013 RT62                | 15 agosto 2013    | Pan-STARRS          |
| 799610 | 2013 RG63                | 7 agosto 2013     | Spacewatch          |
| 799611 | 2013 RO70                | 6 settembre 2013  | Spacewatch          |
| 799612 | 2013 RE77                | 12 settembre 2013 | Mount Lemmon Survey |
| 799613 | 2013 RQ78                | 14 agosto 2013    | Pan-STARRS          |
| 799614 | 2013 RC80                | 30 novembre 2008  | SSS                 |
| 799615 | 2013 RC82                | 28 agosto 2013    | CSS                 |
| 799616 | 2013 RY83                | 27 aprile 2012    | Pan-STARRS          |
| 799617 | 2013 RF85                | 13 settembre 2013 | Spacewatch          |
| 799618 | 2013 RJ86                | 13 settembre 2013 | Spacewatch          |
| 799619 | 2013 RA91                | 14 settembre 2013 | Spacewatch          |
| 799620 | 2013 RO94                | 14 settembre 2013 | Pan-STARRS          |
| 799621 | 2013 RC99                | 14 marzo 2007     | Spacewatch          |
| 799622 | 2013 RC100               | 14 settembre 2013 | Pan-STARRS          |
| 799623 | 2013 RA101               | 3 settembre 2013  | Mount Lemmon Survey |
| 799624 | 2013 RL101               | 21 ottobre 2006   | Mount Lemmon Survey |
| 799625 | 2013 RH103               | 6 settembre 2013  | Spacewatch          |
| 799626 | 2013 RN103               | 15 settembre 2013 | Pan-STARRS          |
| 799627 | 2013 RD106               | 27 aprile 2012    | Pan-STARRS          |
| 799628 | 2013 RU107               | 15 settembre 2013 | Pan-STARRS          |
| 799629 | 2013 RT110               | 3 settembre 2013  | F. Hormuth          |
| 799630 | 2013 RT112               | 14 settembre 2013 | Mount Lemmon Survey |
| 799631 | 2013 RD114               | 13 settembre 2013 | Mount Lemmon Survey |
| 799632 | 2013 RO116               | 1 settembre 2013  | Mount Lemmon Survey |
| 799633 | 2013 RR117               | 4 settembre 2013  | Mount Lemmon Survey |
| 799634 | 2013 RX123               | 10 settembre 2013 | Pan-STARRS          |
| 799635 | 2013 RG125               | 16 aprile 2016    | Pan-STARRS          |
| 799636 | 2013 RY126               | 17 novembre 2014  | Pan-STARRS          |
| 799637 | 2013 RC127               | 14 settembre 2013 | Pan-STARRS          |
| 799638 | 2013 RT127               | 14 settembre 2013 | Mount Lemmon Survey |
| 799639 | 2013 RY128               | 10 settembre 2013 | Pan-STARRS          |
| 799640 | 2013 RM131               | 1 settembre 2013  | Pan-STARRS          |
| 799641 | 2013 RC132               | 6 settembre 2013  | Mount Lemmon Survey |
| 799642 | 2013 RE132               | 15 settembre 2013 | Mount Lemmon Survey |
| 799643 | 2013 RC133               | 1 settembre 2013  | Mount Lemmon Survey |
| 799644 | 2013 RJ133               | 1 settembre 2013  | Pan-STARRS          |
| 799645 | 2013 RN133               | 4 settembre 2013  | Mount Lemmon Survey |
| 799646 | 2013 RN141               | 12 settembre 2013 | Mount Lemmon Survey |
| 799647 | 2013 RC143               | 13 settembre 2013 | Mount Lemmon Survey |
| 799648 | 2013 RN143               | 12 settembre 2013 | CSS                 |
| 799649 | 2013 RQ143               | 2 settembre 2013  | Mount Lemmon Survey |
| 799650 | 2013 RU143               | 6 settembre 2013  | Mount Lemmon Survey |
| 799651 | 2013 RP147               | 13 settembre 2013 | Mount Lemmon Survey |
| 799652 | 2013 RV148               | 10 settembre 2013 | Pan-STARRS          |
| 799653 | 2013 RX148               | 4 settembre 2013  | K. Sárneczky        |
| 799654 | 2013 RZ148               | 1 settembre 2013  | Pan-STARRS          |
| 799655 | 2013 RC149               | 14 settembre 2013 | Pan-STARRS          |
| 799656 | 2013 RE149               | 10 settembre 2013 | Pan-STARRS          |
| 799657 | 2013 RM149               | 9 settembre 2013  | Pan-STARRS          |
| 799658 | 2013 RM150               | 6 settembre 2013  | Spacewatch          |
| 799659 | 2013 RO150               | 1 settembre 2013  | Mount Lemmon Survey |
| 799660 | 2013 RP150               | 1 settembre 2013  | Mount Lemmon Survey |
| 799661 | 2013 RJ151               | 17 luglio 2004    | Cerro Tololo Obs.   |
| 799662 | 2013 RZ152               | 14 settembre 2013 | Spacewatch          |
| 799663 | 2013 RN153               | 1 settembre 2013  | Pan-STARRS          |
| 799664 | 2013 RO153               | 14 settembre 2013 | Pan-STARRS          |
| 799665 | 2013 RR153               | 13 settembre 2013 | Mount Lemmon Survey |
| 799666 | 2013 RP155               | 6 settembre 2013  | Spacewatch          |
| 799667 | 2013 RH165               | 14 settembre 2013 | Pan-STARRS          |
| 799668 | 2013 RF169               | 1 settembre 2013  | Pan-STARRS          |
| 799669 | 2013 RK169               | 1 settembre 2013  | Pan-STARRS          |
| 799670 | 2013 RT169               | 3 settembre 2013  | Mount Lemmon Survey |
| 799671 | 2013 RY169               | 12 settembre 2013 | Mount Lemmon Survey |
| 799672 | 2013 RZ169               | 14 settembre 2013 | Mount Lemmon Survey |
| 799673 | 2013 RD170               | 14 settembre 2013 | Mount Lemmon Survey |
| 799674 | 2013 RF170               | 2 settembre 2013  | Mount Lemmon Survey |
| 799675 | 2013 RO170               | 14 settembre 2013 | Mount Lemmon Survey |
| 799676 | 2013 RW170               | 1 settembre 2013  | Pan-STARRS          |
| 799677 | 2013 RP171               | 14 settembre 2013 | Pan-STARRS          |
| 799678 | 2013 RJ172               | 2 settembre 2013  | Mount Lemmon Survey |
| 799679 | 2013 RL172               | 15 settembre 2013 | Pan-STARRS          |
| 799680 | 2013 RU172               | 10 settembre 2013 | Pan-STARRS          |
| 799681 | 2013 RW172               | 4 settembre 2013  | Mount Lemmon Survey |
| 799682 | 2013 RF173               | 15 settembre 2013 | Mount Lemmon Survey |
| 799683 | 2013 RP173               | 5 settembre 2013  | Spacewatch          |
| 799684 | 2013 RU173               | 12 settembre 2013 | Mount Lemmon Survey |
| 799685 | 2013 RH177               | 14 settembre 2013 | Pan-STARRS          |
| 799686 | 2013 RL178               | 14 settembre 2013 | Pan-STARRS          |
| 799687 | 2013 RJ188               | 14 settembre 2013 | Pan-STARRS          |
| 799688 | 2013 RA192               | 1 settembre 2013  | Mount Lemmon Survey |
| 799689 | 2013 RM193               | 2 settembre 2013  | Mount Lemmon Survey |
| 799690 | 2013 RU194               | 14 settembre 2013 | Pan-STARRS          |
| 799691 | 2013 SB4                 | 22 gennaio 2015   | Pan-STARRS          |
| 799692 | 2013 SJ7                 | 20 luglio 2013    | Pan-STARRS          |
| 799693 | 2013 SY8                 | 16 luglio 2013    | Pan-STARRS          |
| 799694 | 2013 SQ18                | 24 settembre 2013 | Spacewatch          |
| 799695 | 2013 SR20                | 3 settembre 2013  | Mount Lemmon Survey |
| 799696 | 2013 SG24                | 2 febbraio 2008   | Mount Lemmon Survey |
| 799697 | 2013 SP24                | 23 settembre 2013 | Pan-STARRS          |
| 799698 | 2013 SZ24                | 28 settembre 2013 | Mount Lemmon Survey |
| 799699 | 2013 SH25                | 30 settembre 2013 | CSS                 |
| 799700 | 2013 SD32                | 25 settembre 2013 | Mount Lemmon Survey |

## 799701–799800
| Nome   | Designazione provvisoria | Data di scoperta  | Scopritore                |
| ------ | ------------------------ | ----------------- | ------------------------- |
| 799701 | 2013 SG40                | 14 settembre 2013 | Pan-STARRS                |
| 799702 | 2013 SS52                | 28 settembre 2013 | K. Sárneczky              |
| 799703 | 2013 SH54                | 29 settembre 2013 | Mount Lemmon Survey       |
| 799704 | 2013 SA55                | 27 agosto 2013    | Pan-STARRS                |
| 799705 | 2013 SS66                | 24 settembre 2013 | Mount Lemmon Survey       |
| 799706 | 2013 SE70                | 9 settembre 2013  | Pan-STARRS                |
| 799707 | 2013 SK75                | 25 settembre 2013 | Mount Lemmon Survey       |
| 799708 | 2013 SS76                | 28 agosto 2006    | SSS                       |
| 799709 | 2013 SD77                | 24 marzo 2009     | Spacewatch                |
| 799710 | 2013 SH77                | 28 settembre 2013 | Mount Lemmon Survey       |
| 799711 | 2013 SA80                | 28 agosto 2006    | Spacewatch                |
| 799712 | 2013 SM80                | 15 settembre 2013 | Mount Lemmon Survey       |
| 799713 | 2013 SP80                | 15 settembre 2013 | Mount Lemmon Survey       |
| 799714 | 2013 SH83                | 14 settembre 2013 | Pan-STARRS                |
| 799715 | 2013 SU86                | 22 ottobre 2003   | Spacewatch                |
| 799716 | 2013 SU89                | 10 settembre 2013 | Pan-STARRS                |
| 799717 | 2013 SX91                | 5 aprile 2003     | Spacewatch                |
| 799718 | 2013 SW92                | 1 ottobre 2005    | Mount Lemmon Survey       |
| 799719 | 2013 SL97                | 10 settembre 2013 | Pan-STARRS                |
| 799720 | 2013 SM103               | 22 luglio 2017    | Pan-STARRS                |
| 799721 | 2013 SF105               | 24 settembre 2013 | Mount Lemmon Survey       |
| 799722 | 2013 SA111               | 25 settembre 2013 | Mount Lemmon Survey       |
| 799723 | 2013 SP113               | 26 settembre 2013 | Mount Lemmon Survey       |
| 799724 | 2013 SB114               | 24 settembre 2013 | S. Mottola                |
| 799725 | 2013 TA                  | 24 settembre 2013 | Mount Lemmon Survey       |
| 799726 | 2013 TJ2                 | 20 dicembre 2009  | Mount Lemmon Survey       |
| 799727 | 2013 TK8                 | 11 settembre 2004 | Spacewatch                |
| 799728 | 2013 TY12                | 5 settembre 2013  | CSS                       |
| 799729 | 2013 TC13                | 5 settembre 2013  | Spacewatch                |
| 799730 | 2013 TH15                | 30 settembre 2013 | Mount Lemmon Survey       |
| 799731 | 2013 TU16                | 1 ottobre 2013    | Mount Lemmon Survey       |
| 799732 | 2013 TC19                | 24 settembre 2000 | LINEAR                    |
| 799733 | 2013 TD21                | 1 ottobre 2013    | Mount Lemmon Survey       |
| 799734 | 2013 TB29                | 24 marzo 2012     | Mount Lemmon Survey       |
| 799735 | 2013 TC31                | 1 ottobre 2013    | S. Mottola, G. Proffe     |
| 799736 | 2013 TJ34                | 21 marzo 2001     | Kitt Peak Obs.            |
| 799737 | 2013 TA36                | 2 ottobre 2013    | Mount Lemmon Survey       |
| 799738 | 2013 TF37                | 22 aprile 2007    | Spacewatch                |
| 799739 | 2013 TP37                | 14 settembre 2013 | Pan-STARRS                |
| 799740 | 2013 TE38                | 2 ottobre 2013    | Mount Lemmon Survey       |
| 799741 | 2013 TT54                | 4 ottobre 2013    | Mount Lemmon Survey       |
| 799742 | 2013 TT62                | 13 settembre 2013 | Mount Lemmon Survey       |
| 799743 | 2013 TA69                | 20 aprile 2010    | Spacewatch                |
| 799744 | 2013 TQ69                | 10 settembre 2013 | Pan-STARRS                |
| 799745 | 2013 TW84                | 2 settembre 2013  | CSS                       |
| 799746 | 2013 TP88                | 29 settembre 2008 | Mount Lemmon Survey       |
| 799747 | 2013 TJ95                | 13 settembre 2013 | Mount Lemmon Survey       |
| 799748 | 2013 TB101               | 14 settembre 2013 | Spacewatch                |
| 799749 | 2013 TU103               | 3 ottobre 2013    | Spacewatch                |
| 799750 | 2013 TA109               | 31 agosto 2005    | NEAT                      |
| 799751 | 2013 TF110               | 14 settembre 2013 | Mount Lemmon Survey       |
| 799752 | 2013 TG118               | 4 ottobre 2013    | Mount Lemmon Survey       |
| 799753 | 2013 TA120               | 4 ottobre 2013    | Mount Lemmon Survey       |
| 799754 | 2013 TY120               | 4 ottobre 2013    | Mount Lemmon Survey       |
| 799755 | 2013 TL123               | 3 settembre 2013  | Spacewatch                |
| 799756 | 2013 TW123               | 5 ottobre 2013    | Pan-STARRS                |
| 799757 | 2013 TV126               | 13 settembre 2013 | Mount Lemmon Survey       |
| 799758 | 2013 TK129               | 3 ottobre 2013    | Pan-STARRS                |
| 799759 | 2013 TS138               | 12 ottobre 2013   | C. Rinner                 |
| 799760 | 2013 TC140               | 1 ottobre 2013    | Mount Lemmon Survey       |
| 799761 | 2013 TL140               | 14 settembre 2013 | Spacewatch                |
| 799762 | 2013 TR143               | 19 settembre 2006 | CSS                       |
| 799763 | 2013 TD144               | 3 ottobre 2006    | Mount Lemmon Survey       |
| 799764 | 2013 TA147               | 8 agosto 2013     | Pan-STARRS                |
| 799765 | 2013 TB148               | 9 agosto 2013     | Pan-STARRS                |
| 799766 | 2013 TG149               | 5 ottobre 2013    | DES                       |
| 799767 | 2013 TC151               | 5 ottobre 2013    | Pan-STARRS                |
| 799768 | 2013 TD151               | 16 febbraio 2005  | A. Boattini               |
| 799769 | 2013 TN158               | 31 luglio 2009    | Spacewatch                |
| 799770 | 2013 TR159               | 15 marzo 2012     | L. Elenin                 |
| 799771 | 2013 TV160               | 3 ottobre 2013    | Pan-STARRS                |
| 799772 | 2013 TW160               | 3 ottobre 2013    | Pan-STARRS                |
| 799773 | 2013 TJ161               | 9 ottobre 2013    | Mount Lemmon Survey       |
| 799774 | 2013 TN162               | 3 ottobre 2013    | Mount Lemmon Survey       |
| 799775 | 2013 TY163               | 28 settembre 2008 | CSS                       |
| 799776 | 2013 TJ164               | 17 dicembre 2009  | Mount Lemmon Survey       |
| 799777 | 2013 TV164               | 15 ottobre 2013   | Mount Lemmon Survey       |
| 799778 | 2013 TX165               | 2 ottobre 2013    | Pan-STARRS                |
| 799779 | 2013 TC169               | 25 maggio 2006    | Osservatorio di Mauna Kea |
| 799780 | 2013 TP174               | 7 ottobre 2013    | Spacewatch                |
| 799781 | 2013 TX179               | 3 ottobre 2013    | Pan-STARRS                |
| 799782 | 2013 TC180               | 8 novembre 2013   | Mount Lemmon Survey       |
| 799783 | 2013 TM181               | 5 ottobre 2013    | Spacewatch                |
| 799784 | 2013 TM188               | 13 ottobre 2013   | Mount Lemmon Survey       |
| 799785 | 2013 TE191               | 3 ottobre 2013    | Pan-STARRS                |
| 799786 | 2013 TS191               | 3 ottobre 2013    | Mount Lemmon Survey       |
| 799787 | 2013 TV191               | 3 ottobre 2013    | Pan-STARRS                |
| 799788 | 2013 TD194               | 3 ottobre 2013    | Pan-STARRS                |
| 799789 | 2013 TA195               | 3 ottobre 2013    | Pan-STARRS                |
| 799790 | 2013 TM196               | 5 ottobre 2013    | Pan-STARRS                |
| 799791 | 2013 TD197               | 11 ottobre 2013   | S. Mottola, S. Hellmich   |
| 799792 | 2013 TK197               | 3 ottobre 2013    | Pan-STARRS                |
| 799793 | 2013 TN200               | 5 ottobre 2013    | Mount Lemmon Survey       |
| 799794 | 2013 TO200               | 1 ottobre 2013    | Spacewatch                |
| 799795 | 2013 TG205               | 5 ottobre 2013    | Mount Lemmon Survey       |
| 799796 | 2013 TW205               | 5 ottobre 2013    | Mount Lemmon Survey       |
| 799797 | 2013 TS206               | 3 ottobre 2013    | Pan-STARRS                |
| 799798 | 2013 TC207               | 5 ottobre 2013    | Pan-STARRS                |
| 799799 | 2013 TK210               | 1 ottobre 2013    | Mount Lemmon Survey       |
| 799800 | 2013 TB212               | 9 ottobre 2013    | Mount Lemmon Survey       |

## 799801–799900
| Nome   | Designazione provvisoria | Data di scoperta  | Scopritore          |
| ------ | ------------------------ | ----------------- | ------------------- |
| 799801 | 2013 TF216               | 2 ottobre 2013    | Mount Lemmon Survey |
| 799802 | 2013 TH217               | 3 ottobre 2013    | Pan-STARRS          |
| 799803 | 2013 TN217               | 1 ottobre 2013    | Mount Lemmon Survey |
| 799804 | 2013 TZ217               | 4 ottobre 2013    | Mount Lemmon Survey |
| 799805 | 2013 TN218               | 3 ottobre 2013    | Pan-STARRS          |
| 799806 | 2013 TG219               | 3 ottobre 2013    | Mount Lemmon Survey |
| 799807 | 2013 TV219               | 3 ottobre 2013    | Pan-STARRS          |
| 799808 | 2013 TP220               | 3 ottobre 2013    | Pan-STARRS          |
| 799809 | 2013 TQ220               | 2 ottobre 2013    | Mount Lemmon Survey |
| 799810 | 2013 TY220               | 15 ottobre 2013   | Spacewatch          |
| 799811 | 2013 TD221               | 5 ottobre 2013    | Pan-STARRS          |
| 799812 | 2013 TS221               | 3 ottobre 2013    | Mount Lemmon Survey |
| 799813 | 2013 TA223               | 2 ottobre 2013    | Mount Lemmon Survey |
| 799814 | 2013 TW223               | 15 ottobre 2013   | Mount Lemmon Survey |
| 799815 | 2013 TZ223               | 2 ottobre 2013    | Mount Lemmon Survey |
| 799816 | 2013 TA224               | 3 ottobre 2013    | Pan-STARRS          |
| 799817 | 2013 TQ224               | 15 ottobre 2013   | Mount Lemmon Survey |
| 799818 | 2013 TH225               | 5 ottobre 2013    | Mount Lemmon Survey |
| 799819 | 2013 TR225               | 5 ottobre 2013    | Pan-STARRS          |
| 799820 | 2013 TA226               | 5 ottobre 2013    | Spacewatch          |
| 799821 | 2013 TJ235               | 8 ottobre 2013    | Mount Lemmon Survey |
| 799822 | 2013 TB236               | 5 ottobre 2013    | Pan-STARRS          |
| 799823 | 2013 TH237               | 2 ottobre 2013    | Pan-STARRS          |
| 799824 | 2013 TJ241               | 14 ottobre 2013   | Mount Lemmon Survey |
| 799825 | 2013 TG242               | 13 ottobre 2013   | Mount Lemmon Survey |
| 799826 | 2013 TQ242               | 3 ottobre 2013    | Mount Lemmon Survey |
| 799827 | 2013 TL243               | 10 dicembre 2018  | Mount Lemmon Survey |
| 799828 | 2013 TU243               | 5 ottobre 2013    | Pan-STARRS          |
| 799829 | 2013 TZ243               | 3 ottobre 2013    | Mount Lemmon Survey |
| 799830 | 2013 TA244               | 5 ottobre 2013    | Pan-STARRS          |
| 799831 | 2013 TE244               | 25 aprile 2003    | Spacewatch          |
| 799832 | 2013 TL244               | 13 ottobre 2013   | Mount Lemmon Survey |
| 799833 | 2013 TX244               | 25 febbraio 2011  | Mount Lemmon Survey |
| 799834 | 2013 TY244               | 13 ottobre 2013   | Mount Lemmon Survey |
| 799835 | 2013 TZ244               | 2 ottobre 2013    | Pan-STARRS          |
| 799836 | 2013 TS245               | 9 ottobre 2013    | Mount Lemmon Survey |
| 799837 | 2013 TK247               | 5 ottobre 2013    | Pan-STARRS          |
| 799838 | 2013 TS249               | 12 ottobre 2013   | Mount Lemmon Survey |
| 799839 | 2013 TH251               | 15 ottobre 2013   | Mount Lemmon Survey |
| 799840 | 2013 TZ253               | 3 ottobre 2013    | Pan-STARRS          |
| 799841 | 2013 TO284               | 5 ottobre 2013    | Pan-STARRS          |
| 799842 | 2013 UW1                 | 22 novembre 2009  | CSS                 |
| 799843 | 2013 UA2                 | 21 ottobre 2013   | Pan-STARRS          |
| 799844 | 2013 UR2                 | 18 novembre 2008  | CSS                 |
| 799845 | 2013 UA3                 | 10 marzo 2011     | Spacewatch          |
| 799846 | 2013 UU10                | 31 ottobre 2013   | Mount Lemmon Survey |
| 799847 | 2013 US12                | 3 ottobre 2013    | Pan-STARRS          |
| 799848 | 2013 UM13                | 12 ottobre 2013   | CSS                 |
| 799849 | 2013 UV14                | 27 ottobre 2013   | PTF                 |
| 799850 | 2013 UM16                | 28 ottobre 2013   | Mount Lemmon Survey |
| 799851 | 2013 UW19                | 24 ottobre 2013   | Mount Lemmon Survey |
| 799852 | 2013 UF21                | 26 ottobre 2013   | Mount Lemmon Survey |
| 799853 | 2013 UJ21                | 26 ottobre 2013   | Mount Lemmon Survey |
| 799854 | 2013 UG25                | 23 ottobre 2013   | Spacewatch          |
| 799855 | 2013 UO25                | 25 ottobre 2013   | Spacewatch          |
| 799856 | 2013 UZ26                | 26 ottobre 2013   | Spacewatch          |
| 799857 | 2013 UU27                | 30 ottobre 2013   | Pan-STARRS          |
| 799858 | 2013 UK31                | 25 ottobre 2013   | Mount Lemmon Survey |
| 799859 | 2013 UN31                | 23 ottobre 2013   | Mount Lemmon Survey |
| 799860 | 2013 UV31                | 28 ottobre 2013   | Mount Lemmon Survey |
| 799861 | 2013 UU32                | 24 ottobre 2013   | Mount Lemmon Survey |
| 799862 | 2013 UH33                | 26 ottobre 2013   | Mount Lemmon Survey |
| 799863 | 2013 UV34                | 28 ottobre 2013   | Mount Lemmon Survey |
| 799864 | 2013 UK38                | 26 ottobre 2013   | Mount Lemmon Survey |
| 799865 | 2013 UU38                | 24 ottobre 2013   | Mount Lemmon Survey |
| 799866 | 2013 UL44                | 30 ottobre 2013   | Pan-STARRS          |
| 799867 | 2013 UM47                | 25 ottobre 2013   | Mount Lemmon Survey |
| 799868 | 2013 UN47                | 28 ottobre 2013   | Mount Lemmon Survey |
| 799869 | 2013 UR47                | 28 ottobre 2013   | Mount Lemmon Survey |
| 799870 | 2013 UX47                | 31 ottobre 2013   | Mount Lemmon Survey |
| 799871 | 2013 UT48                | 24 ottobre 2013   | Mount Lemmon Survey |
| 799872 | 2013 UK49                | 23 ottobre 2013   | Mount Lemmon Survey |
| 799873 | 2013 UM53                | 23 ottobre 2013   | Mount Lemmon Survey |
| 799874 | 2013 UW53                | 24 ottobre 2013   | Mount Lemmon Survey |
| 799875 | 2013 UA54                | 25 ottobre 2013   | Mount Lemmon Survey |
| 799876 | 2013 UU54                | 23 ottobre 2013   | Mount Lemmon Survey |
| 799877 | 2013 UN56                | 23 ottobre 2013   | Mount Lemmon Survey |
| 799878 | 2013 UD58                | 30 ottobre 2013   | Pan-STARRS          |
| 799879 | 2013 UT58                | 31 ottobre 2013   | Mount Lemmon Survey |
| 799880 | 2013 UT62                | 26 ottobre 2013   | Mount Lemmon Survey |
| 799881 | 2013 UH64                | 31 ottobre 2013   | Mount Lemmon Survey |
| 799882 | 2013 VA2                 | 13 ottobre 2013   | Spacewatch          |
| 799883 | 2013 VW7                 | 17 settembre 2013 | Mount Lemmon Survey |
| 799884 | 2013 VT10                | 28 ottobre 2013   | Pan-STARRS          |
| 799885 | 2013 VJ16                | 27 luglio 2009    | Spacewatch          |
| 799886 | 2013 VR22                | 2 ottobre 2006    | CSS                 |
| 799887 | 2013 VF31                | 9 novembre 2013   | Mount Lemmon Survey |
| 799888 | 2013 VJ34                | 1 novembre 2013   | Spacewatch          |
| 799889 | 2013 VO37                | 9 novembre 2013   | Spacewatch          |
| 799890 | 2013 VB39                | 9 novembre 2013   | Mount Lemmon Survey |
| 799891 | 2013 VS41                | 12 novembre 2013  | Mount Lemmon Survey |
| 799892 | 2013 VD46                | 2 novembre 2013   | Mount Lemmon Survey |
| 799893 | 2013 VX47                | 9 novembre 2013   | Pan-STARRS          |
| 799894 | 2013 VP49                | 8 novembre 2013   | Mount Lemmon Survey |
| 799895 | 2013 VN50                | 9 novembre 2013   | Pan-STARRS          |
| 799896 | 2013 VO51                | 4 novembre 2013   | Mount Lemmon Survey |
| 799897 | 2013 VR51                | 10 novembre 2013  | Mount Lemmon Survey |
| 799898 | 2013 VU51                | 4 novembre 2013   | Spacewatch          |
| 799899 | 2013 VE52                | 1 novembre 2013   | Mount Lemmon Survey |
| 799900 | 2013 VE56                | 8 novembre 2013   | Mount Lemmon Survey |

## 799901–800000
| Nome   | Designazione provvisoria | Data di scoperta  | Scopritore                   |
| ------ | ------------------------ | ----------------- | ---------------------------- |
| 799901 | 2013 VF66                | 9 novembre 2013   | Pan-STARRS                   |
| 799902 | 2013 VC67                | 9 novembre 2013   | Pan-STARRS                   |
| 799903 | 2013 VO67                | 4 novembre 2013   | Mount Lemmon Survey          |
| 799904 | 2013 VD68                | 7 novembre 2013   | Spacewatch                   |
| 799905 | 2013 VQ68                | 9 novembre 2013   | Pan-STARRS                   |
| 799906 | 2013 VZ68                | 9 novembre 2013   | Mount Lemmon Survey          |
| 799907 | 2013 VD69                | 11 novembre 2013  | Spacewatch                   |
| 799908 | 2013 VJ70                | 8 novembre 2013   | Mount Lemmon Survey          |
| 799909 | 2013 VK71                | 1 novembre 2013   | Mount Lemmon Survey          |
| 799910 | 2013 VE74                | 9 novembre 2013   | Mount Lemmon Survey          |
| 799911 | 2013 VZ77                | 4 novembre 2013   | Mount Lemmon Survey          |
| 799912 | 2013 VX79                | 10 novembre 2013  | Mount Lemmon Survey          |
| 799913 | 2013 VZ79                | 7 novembre 2013   | Mount Lemmon Survey          |
| 799914 | 2013 VD80                | 4 novembre 2013   | Mount Lemmon Survey          |
| 799915 | 2013 VA81                | 8 novembre 2013   | Spacewatch                   |
| 799916 | 2013 VB81                | 1 novembre 2013   | Mount Lemmon Survey          |
| 799917 | 2013 VB82                | 8 novembre 2013   | Mount Lemmon Survey          |
| 799918 | 2013 VL82                | 1 novembre 2013   | Mount Lemmon Survey          |
| 799919 | 2013 VU88                | 9 novembre 2013   | Pan-STARRS                   |
| 799920 | 2013 VJ90                | 4 novembre 2013   | Mount Lemmon Survey          |
| 799921 | 2013 VW95                | 1 novembre 2013   | Mount Lemmon Survey          |
| 799922 | 2013 VJ96                | 8 novembre 2013   | Spacewatch                   |
| 799923 | 2013 WF10                | 26 novembre 2013  | Mount Lemmon Survey          |
| 799924 | 2013 WN10                | 26 novembre 2013  | M. Schwartz, P. R. Holvorcem |
| 799925 | 2013 WX13                | 27 novembre 2013  | Pan-STARRS                   |
| 799926 | 2013 WM15                | 27 novembre 2013  | Pan-STARRS                   |
| 799927 | 2013 WV15                | 27 novembre 2013  | Pan-STARRS                   |
| 799928 | 2013 WS16                | 28 settembre 2003 | Spacewatch                   |
| 799929 | 2013 WU16                | 27 novembre 2013  | Pan-STARRS                   |
| 799930 | 2013 WF28                | 26 novembre 2013  | Mount Lemmon Survey          |
| 799931 | 2013 WZ35                | 20 dicembre 2009  | Spacewatch                   |
| 799932 | 2013 WE36                | 27 novembre 2013  | Pan-STARRS                   |
| 799933 | 2013 WG41                | 27 ottobre 2008   | Spacewatch                   |
| 799934 | 2013 WP44                | 28 novembre 2013  | Pan-STARRS                   |
| 799935 | 2013 WT54                | 25 novembre 2013  | PMO NEO                      |
| 799936 | 2013 WJ55                | 24 dicembre 2006  | Spacewatch                   |
| 799937 | 2013 WW67                | 28 novembre 2013  | Pan-STARRS                   |
| 799938 | 2013 WT81                | 3 ottobre 2013    | Mount Lemmon Survey          |
| 799939 | 2013 WN91                | 28 novembre 2013  | Mount Lemmon Survey          |
| 799940 | 2013 WP93                | 13 agosto 2012    | Pan-STARRS                   |
| 799941 | 2013 WE100               | 29 novembre 2013  | Mount Lemmon Survey          |
| 799942 | 2013 WP101               | 29 novembre 2013  | Mount Lemmon Survey          |
| 799943 | 2013 WL112               | 21 novembre 2008  | Spacewatch                   |
| 799944 | 2013 WW112               | 28 novembre 2013  | Spacewatch                   |
| 799945 | 2013 WT114               | 27 novembre 2013  | Pan-STARRS                   |
| 799946 | 2013 WF123               | 28 novembre 2013  | Mount Lemmon Survey          |
| 799947 | 2013 WQ123               | 28 novembre 2013  | Spacewatch                   |
| 799948 | 2013 WP125               | 26 novembre 2013  | Mount Lemmon Survey          |
| 799949 | 2013 WC126               | 28 novembre 2013  | Mount Lemmon Survey          |
| 799950 | 2013 WZ126               | 26 novembre 2013  | Mount Lemmon Survey          |
| 799951 | 2013 WP127               | 28 novembre 2013  | Mount Lemmon Survey          |
| 799952 | 2013 WE129               | 24 novembre 2013  | Pan-STARRS                   |
| 799953 | 2013 WS129               | 27 novembre 2013  | Pan-STARRS                   |
| 799954 | 2013 WX129               | 28 novembre 2013  | Mount Lemmon Survey          |
| 799955 | 2013 WZ132               | 24 novembre 2013  | Pan-STARRS                   |
| 799956 | 2013 WQ133               | 29 novembre 2013  | Mount Lemmon Survey          |
| 799957 | 2013 WS135               | 26 novembre 2013  | Pan-STARRS                   |
| 799958 | 2013 WZ135               | 27 novembre 2013  | Pan-STARRS                   |
| 799959 | 2013 WC142               | 27 novembre 2013  | Pan-STARRS                   |
| 799960 | 2013 WE142               | 27 novembre 2013  | Pan-STARRS                   |
| 799961 | 2013 WK142               | 28 novembre 2013  | Mount Lemmon Survey          |
| 799962 | 2013 WA143               | 28 novembre 2013  | Mount Lemmon Survey          |
| 799963 | 2013 WE143               | 27 novembre 2013  | Pan-STARRS                   |
| 799964 | 2013 WG143               | 27 novembre 2013  | Pan-STARRS                   |
| 799965 | 2013 WT144               | 27 novembre 2013  | Pan-STARRS                   |
| 799966 | 2013 WW144               | 27 novembre 2013  | Pan-STARRS                   |
| 799967 | 2013 WG147               | 28 novembre 2013  | Mount Lemmon Survey          |
| 799968 | 2013 XU5                 | 3 dicembre 2013   | Pan-STARRS                   |
| 799969 | 2013 XX9                 | 21 aprile 2012    | L. Elenin                    |
| 799970 | 2013 XK10                | 27 novembre 2013  | Spacewatch                   |
| 799971 | 2013 XV13                | 7 dicembre 2013   | Mount Lemmon Survey          |
| 799972 | 2013 XL22                | 15 dicembre 2013  | Pan-STARRS                   |
| 799973 | 2013 XG26                | 4 dicembre 2013   | Pan-STARRS                   |
| 799974 | 2013 XX32                | 11 dicembre 2013  | Pan-STARRS                   |
| 799975 | 2013 XR34                | 11 dicembre 2013  | Pan-STARRS                   |
| 799976 | 2013 XV35                | 11 dicembre 2013  | Pan-STARRS                   |
| 799977 | 2013 XT37                | 11 dicembre 2013  | Pan-STARRS                   |
| 799978 | 2013 XL41                | 7 dicembre 2013   | Mount Lemmon Survey          |
| 799979 | 2013 XF44                | 1 maggio 2016     | CTIO-DECam                   |
| 799980 | 2013 YB6                 | 9 novembre 2013   | Mount Lemmon Survey          |
| 799981 | 2013 YR10                | 24 dicembre 2013  | Mount Lemmon Survey          |
| 799982 | 2013 YG18                | 7 dicembre 2013   | Mount Lemmon Survey          |
| 799983 | 2013 YT22                | 26 ottobre 2013   | Mount Lemmon Survey          |
| 799984 | 2013 YJ26                | 13 dicembre 2013  | Mount Lemmon Survey          |
| 799985 | 2013 YF30                | 11 dicembre 2013  | Mount Lemmon Survey          |
| 799986 | 2013 YV35                | 9 novembre 2013   | Mount Lemmon Survey          |
| 799987 | 2013 YA37                | 27 dicembre 2013  | Mount Lemmon Survey          |
| 799988 | 2013 YJ38                | 1 novembre 2008   | Mount Lemmon Survey          |
| 799989 | 2013 YP41                | 25 dicembre 2013  | Mount Lemmon Survey          |
| 799990 | 2013 YG50                | 24 dicembre 2013  | Mount Lemmon Survey          |
| 799991 | 2013 YW50                | 23 ottobre 2013   | Pan-STARRS                   |
| 799992 | 2013 YJ51                | 1 novembre 2013   | CSS                          |
| 799993 | 2013 YC52                | 11 dicembre 2013  | Mount Lemmon Survey          |
| 799994 | 2013 YB61                | 27 dicembre 2013  | Spacewatch                   |
| 799995 | 2013 YS63                | 27 dicembre 2013  | Spacewatch                   |
| 799996 | 2013 YA66                | 3 dicembre 2013   | Pan-STARRS                   |
| 799997 | 2013 YA70                | 30 dicembre 2013  | Mount Lemmon Survey          |
| 799998 | 2013 YO72                | 10 dicembre 2013  | Mount Lemmon Survey          |
| 799999 | 2013 YD76                | 26 dicembre 2013  | Mount Lemmon Survey          |
| 800000 | 2013 YN87                | 2 ottobre 2008    | Mount Lemmon Survey          |